# Лаос
Лао́с (лаос. ປະເທດລາວ [patʰeːdlaːw], Лау), полное название — Лао́сская Наро́дно-Демократи́ческая Респу́блика (лаос. ສາທາລະນະລັດ ປະຊາທິປະໄຕ ປະຊາຊົນລາວ [sǎːtʰáːlanalat pásáːtʰipátàj pásáːsónláːw]) — государство в Юго-Восточной Азии со столицей во Вьентьяне. На западе граничит с Таиландом, на востоке — с Вьетнамом, на юге — с Камбоджей, на севере — с провинцией Юньнань Китая, на северо-западе — с Мьянмой. Единственное государство региона, не имеющее выхода к морю.
Численность населения — 7 123 205 человек; значительную его часть составляет народ лао. Государственный язык — лаосский — родственен тайскому.

## Этимология
Название страны происходит от этнонима народности лао, составляющей значительную часть населения страны.

## География
Лаос расположен на полуострове Индокитай и не имеет выхода к морю. Через Вьетнам его отделяет от Южно-Китайского моря менее 50 км.
Территория Лаоса покрыта густыми лесами. Река Меконг течёт по границе страны с Таиландом и Мьянмой, границу с Вьетнамом разделяют горы Чыонгшон. Лаос — преимущественно горная страна. Его природу и виды составляют невысокие холмы и горы; точка с наибольшей высотой — Биа (2830 м).
Климат в стране — субэкваториальный муссонный, способствующий делению года на два сезона — летнее дождливое время муссонов с мая по октябрь и зимнее сухое с ноября по апрель. В январе средняя температура — +15 °C на севере и +23 °C на юге. В июле температура повсеместно достигает +28—30 °C.
Крупнейший город — столица Вьентьян, по оценке 2020 года, численность населения — 948 487 человек, другие сравнительно крупные города — Саваннакхет (120 тыс.), Паксе (120 тыс.), Луангпхабанг (50 тыс.).
- Физическая карта Лаоса
- Меконг, текущий через Луангпхабанг
- Возвышенности Лаоса
- Тропический лес

## История
С XII века на территорию современного Лаоса из Южного Китая, из-за монгольской экспансии, начали вторгаться племена таи и лао, которые воевали с местными государствами монских и кхмерских племён. Образовались многочисленные тайские княжества (мыонги), заселённые племенами таи и лао, номинально подчинявшиеся Кхмерской империи либо Сукхотаи.
В XIV веке кхмерский король поддержал своего придворного воспитанника Фа Нгума — выходца из северолаосского княжества — и дал ему войско для захвата всех остальных княжеств. В результате было образовано государство Лансанг или Лан Санг Хом Кхао («Страна миллиона слонов и белого зонта»), с которого принято отсчитывать историю Лаоса. С этого времени происходит разделение племён таи и лао; по поводу идентификации племён лао ведутся споры между таиландскими и лаосскими историками.
В XVIII веке, после упадка государства Лансанга, Лаос попал в зависимость от Сиама, а в 1893 году, согласно договору между Францией и Сиамом отошёл к Франции, войдя в состав колониальной территории Французского Индокитая.
Во время Второй мировой войны Лаос был занят японцами, а в 1949 году обрёл независимость в форме королевства во главе с королём Сисаванг Вонгом.
Внутренние конфликты в конце 1950-х годов привели в стране к началу гражданской войны, в которую затем вмешались Северный Вьетнам и США. В этот период Народно-Освободительная Армия Лаоса (Патет Лао) при поддержке Северного Вьетнама контролировала большую территорию на востоке страны.
Боевые действия в Лаосе были непосредственно связаны с войной во Вьетнаме, так как по территории страны проходила значительная часть «тропы Хо Ши Мина», по которой Северный Вьетнам перебрасывал свои войска на юг. Во время войны на Лаос было сброшено 250—260 миллионов бомб. Газета «The New York Times» писала: «по крайней мере два миллиона тонн бомб было сброшено с 1964 по 1973, почти тонну на каждого лаосца». Бомбардировки нанесли большой урон мирному населению, природе и хозяйству страны. Согласно статистике международных организаций, 80 миллионов бомб не взорвались и до настоящего момента они служат причиной травм или гибели тысяч людей.
После окончания войны во Вьетнаме США прекратили военную деятельность в Индокитае. Боевые действия в Лаосе завершились в феврале 1973 года подписанием Вьентьянского соглашения. Нарушив соглашение, силы Патет Лао весной 1975 года начали наступление и в августе заняли Вьентьян. В течение нескольких месяцев структура коалиционного правительства была сохранена, Патет Лао проводила умеренную политику, но в декабре 1975 года взяла полностью власть в стране в свои руки. 2 декабря 1975 года король Саванг Ватхана был вынужден отречься от престола. Правительство возглавил Генеральный секретарь Народно-революционной партии Лаоса Кейсон Фомвихан, ставший фактическим правителем страны. При поддержке СССР и Вьетнама была образована Лаосская Народно-Демократическая Республика. Уже в 1975 году власти Лаоса провозгласили переход на социалистический путь развития. В стране было введено централизованное планирование, развернулись коллективизация и национализация. Теоретической основой преобразований стал тезис Кейсона Фомвихана, выдвинутый в 1972 году, о переходе к социализму «минуя капиталистическую стадию». В стране фактически продолжалась гражданская война: партизанскую борьбу против правительства вели антикоммунистические повстанцы Neo Hom, хмонгские движения Чао Фа и ELOL под руководством Ванг Пао и Па Као Хэ.
Уже в конце 1970-х годов власти ЛНДР начали менять свою политику. В 1986 году объявлено о переходе к «новому экономическому механизму» («чин таакан май»), а в 1988 году были приняты Акт о поощрении инвестиций и Закон об иностранных инвестициях. Содержание политики «чин таакан май» определялось тремя моментами: приватизация и реструктуризация госсектора, поощрение иностранных инвестиций и переход к рынку при контроле со стороны государства. Дальнейшие преобразования в Лаосе были схожи с политикой Дой Мой во Вьетнаме и реформами Дэн Сяопина в КНР. В конце 1980-х — начале 1990-х годов фактически были распущены колхозы: крестьянское единоличное хозяйство получило право длительного (иногда пожизненного) пользования обрабатываемым участкам, право его наследования и залога. Началось активное стимулирование малого и среднего бизнеса. Особенностью Лаоса стал введённый в этот период запрет на строительство крупных промышленных объектов (кроме тех, что сооружались на иностранные инвестиции). Ряд предприятий был приватизирован. В начале 1990-х годов разрешено создавать частные банки и предприятия. В 1990 году в стране созданы свободные экономические зоны. В дальнейшем политика «чин таакан май» была продолжена — в 2003 году закон гарантировал, что иностранные капиталовложения не будут национализированы.
После краткосрочного пограничного конфликта установились дружеские отношения с Таиландом, а в 1990-е годы были нормализованы отношения с США и установлены отношения с рядом других стран и международных организаций.

## Политическое устройство
В Лаосе однопартийная система, управление страной осуществляет Народно-революционная партия Лаоса (НРПЛ) коммунистического типа. Президент Лаоса избирается парламентом на пять лет. Правительство возглавляет премьер-министр Лаоса, назначаемый президентом при утверждении Национальным собранием. Политика правительства определяется Партией через Политбюро из девяти членов и ЦК из 49 членов.
Новая конституция Лаоса, устанавливающая порядок выборов в парламент (Национальную Ассамблею), была принята в 1991 году. Несмотря на однопартийную систему выборы в лаосский парламент проходят формально частично на альтернативной основе — на голосовании 2016 года на 149 мандатов претендовали 211 кандидатов.

## Внешняя политика
После революции Патет Лао в декабре 1975 внешнюю политику Лаоса можно характеризовать как противостояние Западу. В 1975 году у Лаоса были дипломатические отношения только с 43 странами.
Лаос ассоциировал себя с советским блоком и поддерживал тесные связи с СССР; кроме того, в 1977 году с Вьетнамом был подписан договор о дружбе и сотрудничестве, что осложнило сотрудничество с Китайской Народной Республикой. На протяжении многих лет у Лаоса и прозападного Таиланда были натянутые отношения, которые вылились в вооружённые столкновения на границах на протяжении 1987 года. После тех событий лидеры двух стран подписали коммюнике, которое стало сигналом к нормализации отношений. С начала 1990-х годов можно было наблюдать медленный, но уверенный прогресс в отношениях, показателем которого можно считать Мост Дружбы.
После развала советского блока и уменьшения поддержки со стороны Вьетнама, Лаос начал активно развивать региональные связи. При этом ЛНДР проводит политику балансирования между тремя соседями: Таиландом, Китаем и Вьетнамом. Эта политика позволяет избежать односторонней зависимости от какого-то одного соседа, так как социалистические Китай и Вьетнам являются соперниками. Например, большие группы лаосских руководящих работников обучаются в КНР и Вьетнаме. Только в 2008 году во Вьетнаме учились 3638 лаосцев, а в 2007 году в КНР стажировались 223 гражданина ЛНДР. В 2008/09 финансовом году одобренные прямые инвестиции Китая составили 239,4 млн долларов (32 проекта), а Вьетнама — 1349,8 млн долларов (38 проектов).
Выход из международной изоляции сопровождался развитием и расширением отношений с такими странами, как Австралия, Франция, Япония, Швеция и Индия. В результате, уже в 2005 году Лаос имел дипломатические отношения со 122 государствами. Важной особенностью внешней политики Лаоса является активное привлечение иностранной помощи, причём из самых разных государств. Например, в 2005 году Япония выделила ЛНДР помощь в размере 300 млн йен на закупку продовольствия для жертв наводнения, списала долг в 594 млн йен, а также передала республике несколько начальных школ. Южная Корея в том же году подарила Лаосу аппаратуру для школ, Бруней выделил грант на строительство во Вьентьяне центра для больных наркоманией, а Сингапур даёт деньги с 1993 года на строительство и модернизацию дорог. Кроме того, Лаос получал помощь от ООН и ФАО. В 2006 году страна была объявлена свободной от наркотиков.
В 2004 году были нормализованы торговые отношения с Соединёнными Штатами Америки. За 2006 фискальный год в качестве помощи США выдали Лаосу $13,4 млн (уничтожение оружия, здравоохранение, образование, экономическое развитие). В 2004 году президент США Джордж Буш (младший) подписал закон о расширении торговых связей с Лаосом. В феврале 2005 года вступило в силу соглашение о двусторонней торговле. Тогда произошёл подъём доли экспорта Лаоса в США, однако, относительно других стран, этот показатель всё ещё остаётся малым. Двусторонняя торговля в 2006 году достигла оборота $15,7 млн, относительно $8,9 млн в 2003 г.
В июле 1997 года Лаос вступил в АСЕАН, а в 2013 году был принят во Всемирную торговую организацию.
На данный момент Лаос является членом таких международных организаций, как: Организация культурного и технического сотрудничества (ACCT), Ассоциация стран Юго-восточной Азии (ASEAN), Зона свободной торговли АСЕАН (AFTA), Региональный Форум АСЕАН, Азиатский Банк Развития, Экономическая и социальная комиссия для Азии и Тихого океана (ЭСКАТО), Продовольственная и сельскохозяйственная организация ООН (ФАО), Группа 77 (G77), Международный банк реконструкции и развития (МБРР), Международная организация гражданской авиации (ИКАО), Международная ассоциация развития (МАР), Международный фонд сельскохозяйственного развития (МФСР), Международная финансовая корпорация (МФК), Международная Федерация Организаций Доноров Крови, Международная организация труда (МОТ), Международный валютный фонд (МВФ), Интелсат (без права голоса), Интерпол, Международный олимпийский комитет (МОК), Комиссия по реке Меконг, Движение неприсоединения, Постоянная палата третейского суда (ППТС), ООН, Конференция ООН по торговле и развитию (ЮНКТАД), ЮНЕСКО, Организация Объединённых Наций по промышленному развитию (ЮНИДО), Всемирный почтовый союз (ВПС), Всемирная федерация профсоюзов (ВФП), Всемирная организация здравоохранения (ВОЗ), Всемирная организация интеллектуальной собственности (ВОИС), Всемирная метеорологическая организация, Всемирная туристская организация.
В январе 2019 года Лаос безвозмездно передал России 30 танков Т-34. Тогда же Министерство обороны России сообщило о поставке Лаосу четырёх учебно-боевых самолётов Як-130 в рамках подписанного в 2017 году контракта. В том же месяце Россия передала Лаосу партию модернизированных танков Т-72 (Т-72Б1). Танки приняли участие в параде в честь 70-летия со дня основания Народной армии Лаоса.
2 января 2001 года правительство Лаоса продало права на национальный домен верхнего уровня для Лаоса (.la) городу Лос-Анджелес. Регистрировать домены .la могут граждане и организации любой страны без ограничений.

## Население
Численность населения Демократической Республики в 2013 году составила 6,77 млн человек; доля городского населения — 33 %; темп роста населения в 2010—2015 годах составит 1,3 %, ожидаемая продолжительность жизни составит 66 лет для мужчин и 69 лет для женщин.
По среднему прогнозу, население страны к 2100 году составит 11,6 млн человек.
Значительная часть населения сосредоточена вдоль реки Меконг и, в частности, около столицы. Горные районы на севере и востоке страны мало заселены. 95 % населения страны проживают вдоль границы с Таиландом.

### Этнический состав населения
В Лаосе проживает около 70 различных племён и народностей. Всё многонациональное население страны принято делить на три группы: лао-лум, лао-тенг и лао-сунг. Каждая группа включает племена и народности, объединённые общими этнолингвистическими признаками, местом расселения и укладом жизни.
- Лао-лум живут на равнинах, вдоль больших рек и в городах. В их число входит основной народ лао и родственных им горные тхай (тхай-ныа, тхай чёрные, тхай белые, пхутхай, юан), к этой группе относится 67 % населения.
- Лао-тенг живут на отрогах холмов и в невысоких горах, к этой категории относятся много племён; в целом, они составляют 22 % населения. Их считают древним населением Лаоса, на праздниках лаосцы подносят им символическую дань за право населять их земли. В состав лао-тенг входят горные моны (кхаму, ламет, путенг и другие) и горные кхмеры (суй, алак, катанг, таой и другие), языки которых относятся к мон-кхмерской семье.
- Лао-сунг населяют более высокие районы, выше 1000 метров над уровнем моря. Эти области обычно отдалены от городов и рек и хуже доступны. Их доля составляет 10 % населения. К ним относятся, в частности, народы мяо (хмонги), яо (мьен), лаху, лису, акха.

Наиболее крупную группу новых поселенцев образуют вьеты и китайцы. Малочисленны кхмеры, индийцы, бирманцы, японцы и другие.

### Языки
Государственный язык — лаосский, близкий тайскому и записываемый лаосским письмом. В Лаосе распространены языки тайско-кадайской (тайско-лаосские), мон-кхмерской и тибето-бирманской групп и группы мяо-яо. По этнолингвистическому признаку население Лаоса разделяется на 49 этнических групп и более 90 подгрупп. 

### Религия
От 50 до 60 % населения исповедует буддизм Тхеравады, 1 % — буддизм махаяны. Многие племена групп лао-тенг и лао-сунг — анимисты со своими обычаями почитания природных духов и исполнения ритуалов. Существует небольшое количество христиан (в основном католиков и протестантов), мусульман и индуистов.

## Административное деление
Лаос разделён на 16 провинций (кхвэнг), столичную префектуру и столичный муниципалитет. Провинции разделены на 140 районов, состоящих из 11 000 коммун.

## Экономика
С 1986 года в Лаосе был ослаблен государственный контроль над экономикой и разрешено частное предпринимательство. Это привело к резкому подъёму экономики (с весьма низкого уровня), однако рост сдерживается недостаточной развитостью инфраструктуры (отсутствуют железные дороги, сеть автомобильных дорог мала). В 2003 году в стране создана первая Свободная экономическая зона. Основа экономики — сельское хозяйство.
ВВП на душу населения в 2014 году — 5 тыс. USD (168-е место в мире). Ниже уровня бедности — 30,3 % населения (2012). ВВП Республики Лаос составил в 2014 году 11,7 млрд USD.
Сельское хозяйство (80 % работающих, 30 % ВВП) — сладкий картофель, овощи, кукуруза, кофе, сахарный тростник, табак, хлопок, чай, арахис, рис; буйволы, свиньи, птица.
Промышленность (33 % ВВП) — добыча меди, олова, золота; лесозаготовки, гидроэнергетика; обработка сельхозпродукции, производство одежды.
Также развито лесное хозяйство, новая эра которого началась с организации выращивания гевеи. В 1994 году китайские инвесторы создали первые в стране плантации каучуконосов в провинции Луангнамтха, а в 2009 году под гевеей было занято, по официальным данным, 140 626 га. Также созданы плантации других лесных технических культур — прежде всего, эвкалипта. В 2009 году под лесными техническими культурами (гевеей, эвкалиптом и другими) было занято 396 тыс. га. земли.
12 января 2011 года в Лаосе открылась первая в стране фондовая биржа, на которой ведутся торги ценными бумагами четырёх компаний, среди которых государственный банк и электроэнергетическая компания Лаоса.
Развито в Лаосе производство опиума и героина, в основном в северных провинциях — Фонгсали, Хианхоан и Хуапхан. По данным Управления ООН по наркотикам и преступности (УНП), культивирование опийного мака достигло своего пика в 1998 году, когда под его возделывание было занято более 25 тыс. гектаров. После резкого падения в середине 2000-х годов производство опиума вновь стало расти, и в 2015 году опийный мак выращивали на 5,7 тыс. га. Точных данных по производству опиума нет, по оценкам УНП в 2015 году оно могло составлять от 84 до 176 тонн.

### Энергетика
В 2000-е годы отмечено резкое увеличение производства электроэнергии: с 3 653,7 ГВт⋅ч в 2001 году до 12 979,5 ГВт⋅ч в 2011 году. Большая часть производимой энергии отправляется на экспорт — 2871,4 ГВт⋅ч в 2001 году и 10668,4 ГВт⋅ч в 2011 году.

### Промышленность
В 1990-е — 2000-е годы в Лаосе развились отрасли промышленности — швейная и строительная. Если в 1990 году в швейной промышленности страны было занято около 800 человек, то в 2012 году — уже более 30 тыс. человек (около 20 % от числа занятых в промышленности Лаоса). В основном швейные фабрики принадлежат иностранцам (или смешанные по капиталу) и расположены преимущественно во Вьентьяне. Важной отраслью является деревообработка — более 25 тыс. занятых работающих как на внутренний рынок, так и на экспорт. В стране также действует около 20 небольших заводов, собирающих домашние электробытовые приборы (фены, кондиционеры, кухонную технику и т. п.) для внутреннего рынка и детали для внешних поставок. В 1991—1992 годах открыты первые заводы по сборке мотоциклов. Горнодобывающая промышленность представлена заводом по добыче меди и заводом по добыче золота. В 2007 году горнодобывающая промышленность Лаоса произвела:
- 70 тыс. тонн меди;
- 3,5 тыс. тонн олова;
- 6,5 тонн золота.

Имеются два цементных завода и около 20 фабрик по производству пластмасс.

### Внешняя торговля
Лаос экспортирует (2,04 млрд USD в 2017 году) — медную руду (27 %), различные ткацкие и текстильные товары (11,5 %), резину (9,5 %), золото (7,6 %), необработанные лесоматериалы (6,7 %) и пиломатериалы (3 %). Главный торговый партнёр по экспорту — Китай — 58 %, далее следуют Индия (12 %), Япония (7,2 %), Германия и США (по 4,4 % каждая).
Импортирует (1,94 млрд USD в 2017 году) — машины, оборудование и электронику (48 %), металлы и прокат (17,6 %), транспортные средства (12,6 %), а также химические товары, строительные материалы и текстильное сырьё. Главный торговый партнёр по импорту — Китай — 69 %, далее следуют Япония (5,8 %) и Южная Корея (4,8 %).
Контрабандная торговля опиумом, по оценкам, достигала в 1960-х годах до 4 млн долларов в год.

## Транспорт
В 1983 году в Лаосе протяжённость дорог составила 11125 км (с асфальтовым покрытием — 766 км). К 2005 году в стране длина дорог составила 31205 км (в том числе с асфальтовым покрытием 4500 км). Все провинциальные центры имеют выход на магистральные шоссе. Лаосские дороги строятся при поддержке АСЕАН и стыкуются с дорогами Китая и Вьетнама. Через Меконг в 1990-е — 2000-е годы построены три моста, соединяющие Лаос и Таиланд. В 2008 году из Таиланда в Лаос была пущена первая в ЛНДР железная дорога протяжённостью 3,5 км. Железная дорога Китай-Лаос (Куньмин — Вьентьян) открылась 2 декабря 2021 года.

## СМИ
Государственная радиокомпания — LNR (Lao National Radio «Лаосское национальное радио») — включает в себя одноимённую радиостанцию, запущенную в 1960 году. Государственная телекомпания — LNT (Lao National Television «Лаосское национальное телевидение»), включающая в себя телеканалы LNTV1 (запущен в 1983 году) и LNTV3 (запущен в 1994 году).